# Notacma similans
Notacma similans är en stekelart som först beskrevs av Cresson 1874.  Notacma similans ingår i släktet Notacma och familjen brokparasitsteklar. Inga underarter finns listade i Catalogue of Life.